# Ōban Star Racers
Ōban Star Racers (2006) – francusko-japoński serial animowany. W Polsce serial pojawił się po raz pierwszy 7 października 2006 roku w telewizji Jetix.

## Fabuła
Ōban to legendarna, gigantyczna planeta położona w samym środku Drogi Mlecznej i otoczona wieloma innymi planetami. Planeta ta jest ogromna i podzielona na wiele stref, w których występują rozmaite krajobrazy: kaniony, lasy wielkich lilii, rzeki kwasu itp. Żyje na niej wiele stworzeń, m.in. wielkie, podobne do małp istoty o długich włosach, posiadające moc ożywiania różnych rzeczy, ogromne węgorze żyjące w morzu oraz wiele stworzeń ptakopodobnych. W jądrze Ōbana znajdują się wielkie kule o ogromnej gęstości, które po opuszczeniu planety tworzą, niczym ziarna, nowe planety (dlatego Ōban jest nazywany Matką Planetą).
Planeta została stworzona przy pomocy antycznej rasy Stwórców, którzy stworzyli również resztę galaktyki. Co 10 000 lat na planecie odbywają się finały wyścigu gwiezdnych pilotów, mającego na celu wybór Avatara – władcy i strażnika Ōbana oraz całej galaktyki. Śledząc rozwój wyścigu poznajemy Evę Wei, dziewczynę dorastającą w szkole z internatem. Gdy była mała, jej matka była jednym z najlepszych pilotów na Ziemi. Podczas jednego z wyścigów doszło do wypadku, w którym Maya Wei (tj. matka Evy) ginie. Po jej śmierci ojciec Evy zamyka się w sobie i oddaje ją do szkoły z internatem Sterna, nie mogąc pogodzić się ze śmiercią żony. Gdy Eva kończy 15 lat, przestaje czekać na jego wizytę. Ucieka i znajduje go, jednak ten jej nie poznaje, dlatego Eva ukrywa się pod pseudonimem Molly. Don Wei (ojciec Evy) dostaje rozkaz, aby wyruszyć na Obana i poprowadzić zebraną drużynę najdalej jak się da. Jest to jedyna możliwość, aby ocalić Ziemię przed zagładą z rąk Crogów – wrogiej, sąsiedniej cywilizacji. Przypadkiem Molly dostaje się na statek i wyrusza wraz z Drużyną Ziemi na Wielki Wyścig Obana.

## Gwiezdne ścigacze
- Drużyna Ziemi (Rick/Molly – pilot i Jordan – strzelec) – Whizzing Arrow I, Whizzing Arrow II, Whizzing Arrow III.
- Nourasianie (Aikka) – rumak G’dar, Aikka strzela magicznymi strzałami.
- Crogowie (Toros/Cross) – Ostrze Tridenta. Ostrza tego pojazdu potrafią przeciąć niemal wszystko.
- Inna (Ning & Skun) – odrzutowe, latające rowery przypominające piły mechaniczne.
- Piraci (Lord Furter i jego załoga) – Piracki statek kosmiczny. Wygląda jak statek piracki.
- Byrus (Rush) – duży, masywny statek, skonstruowany z najtwardszego w całym kosmosie, wręcz niezniszczalnego metalu, przypominający wiertło
- Alwas (Flint i Marcel) – statek przypominający parowóz napędzany biegiem bobaków.
- lud Mong (Ceres) – metalowa konstrukcja napędzana energią magnetyczną.
- Pirus (Groor) – duża, czarna kula z dwoma reaktorami po bokach.
- Beta (Para-Dice) – jej pojazd przypomina tamagochi.
- Adalu (Super-Ścigacz) – mały, zabawny statek z dwiema, kamiennymi kulami
- Sul – podczas wyścigu ściga się w generowanym przez siebie polu siłowym
- Ondai – metalowy pojazd zmieniający się w robota,
- Muir – o jego ścigaczu mało wiemy. Jest coś przypominającego wieloryba. Steruje nim dzięki swoim mackom telepatycznym.
- O – biały ścigacz w kształcie ptaka. Steruje nim dzięki czułkom.
- Hortlen – wielki małż z kolcami.
- Wod – pojazd w kształcie buta.

## Postacie
- Eva Wei (ps. Molly) – ma 15 lat, urodziła się w 2067 i jest pilotem gwiezdnego ścigacza W-Arrow 2-3, a zarazem córką swojego szefa Don Weia, który zostawił ją w szkole z internatem. Biorąc udział w Wielkim Wyścigu Obana, chce zdobyć Najwyższą Nagrodę, aby wskrzesić zmarłą matkę. Jest zauroczona księciem Aikką. W trakcie Finału na Obanie zaczyna czuć coś więcej do Jordana, prócz przyjaźni. Wygrała finałowy wyścig, lecz kiedy Satis przeniósł ją do sali tronowej, aby przystąpiła do ceremonii koronacyjnej, odłożyła ją na później, aby mogła odnaleźć Aikkę. W tym czasie Avatar (Satis) stracił resztki mocy i Kanaletto wydostał się z uwięzi kontynuując zaplanowaną zemstę. Zdjęcie Molly
- Jordan Wilde – ma 17 lat, urodził się w 2065, partner Molly, broni jej pojazdu za pomocą umieszczonej w nim wieżyczki laserowej, generalnie obrońca Molly tak w powietrzu jak i na ziemi. Molly nie jest mu obojętna – czuje do niej coś więcej niż przyjaźń. W ostatnim odcinku, ratując ją zamienia się w Avatara. Na pożegnanie całuje Molly. Bardzo ją kocha, ale jako Avatar nie może z nią być. Fizycznie znika z życia dziewczyny i pozostaje na Obanie jako jego Władca. Zdjęcie Jordana
- Don Wei – szef Molly, Jordana i całej Drużyny Ziemi. Jest ojcem Molly (Evy), choć nic o tym nie wie. Jego żona, Maya, ginie podczas jednego z gwiezdnych wyścigów na Ziemi. Po tym zdarzeniu Don Wei zostawia córkę w internacie i próbuje zapomnieć o przeszłości. On sam jest przekonany, że to wina Spirita, później okazuje się jednak, że wybuch statku został spowodowany przez wyciek paliwa.
- Rick Thunderbolt – pierwszy pilot Whizzing Arrow I, po pierwszym wyścigu doznał poważnych obrażeń, eliminujących go z dalszego udziału w wyścigach. Wpada na trop afery mogącej zagrozić Ziemi (odkrywa częściowo plan Kanaletta), pozostając w ten czas trenerem Molly i odkrywa jej prawdziwą tożsamość. Po zakwalifikowaniu się drużyny Ziemi do ścisłego finału na Ōbanie wraca na Ziemię, gdyż uznaje, że nie będzie w stanie nauczyć Molly niczego więcej. W tym samym czasie Kanaletto wymazuje mu z pamięci wszystko, czego dowiedział się o nim.Zdjęcie Ricka
- Stan i Koji – niezastąpieni mechanicy zespołu Ziemi. W czasie wyścigów nieustannie monitorują parametry lotu. Poza tym udało im się zbudować nowego Whizzing Arrowa III po wyścigu ze Spiritem na Alwasie oraz odbudować go po przedostatnim wyścigiem na Obanie.Zdjęcie (Stan z lewej, Koji z prawej)
- Prezydent – przewodniczący Ziemskiej Koalicji, za wszelką cenę chce żeby Ziemianie zdobyli Najwyższą Nagrodę. Gdy Avatar zaprosił Ziemię do Wyścigu w 2057 roku (25 lat przed Wyścigiem) był głównym konsulem Koalicji. Wie, że Najwyższą Nagrodą jest spełnienie dowolnego życzenia zwycięzcy, ale informuje o tym Drużynę Ziemian dopiero przed półfinałami na Alwasie. Sprzeciwia się każdej próbie wycofania Zespołu Ziemi z Wielkiego Wyścigu przez Don Weia, gdyż oznaczałoby to rozpad Ziemskiej Koalicji i zagładę z ręki Crogów.
- Spirit – ambasador i reprezentant planety Phyls. Ścigał się z matką Evy w czasie wyścigu, w którym zginęła. Molly i jej ojciec przez cały czas sądzili, że to on jest odpowiedzialny za śmierć Mayi. Na czas wyścigu zmienia się w ścigacz. W trakcie wyścigu z Molly ujawnia jej, że to nie on spowodował wypadek Mayi. Odpada po porażce w ostatnim wyścigu 5. rundy na Alwasie. Zdjęcie
- Maya Wei – żona Don Weia i matka Evy. Najlepszy ziemski pilot-legenda. Ginie podczas wyścigu z Spiritem. Zdjęcie
- Książę Aikka – przedstawiciel planety Naurasian, z początku sprzymierzeniec Crogów, później, gdy wygrał wyścig ze Spiritem, pozwalając zakwalifikować się Ziemi do finału zrywa z nimi umowę (lecz przez kilka wyścigów na Obanie spełnia ich rozkazy). Molly jest zauroczona Księciem, a on zdaje się odwzajemniać jej uczucie. Przystępując do koalicji z Ning, Skun i Ondaiem mającej na celu zniszczenie Sula rozczarowuje Molly, która jest zdania, że "honor Naurasian", którego przez cały czas tak usilnie bronił jest mrzonką. Używa strzał, które działają pod różnymi zaklęciami. Np. Unsakai Nourana Sofa, Unsakai G'dar-wa Kha (zwiększa prędkość G'dara) Zdjęcie
- Flint – jeden z pierwszych przeciwników Evy i Jordana, przedstawiciel planety Alwas, gdzie odbywa się I etap wyścigów, łatwo wpada w samouwielbienie. Pomaga później Kojiemu i Stanowi zbudować nowy ścigacz dla Molly, aby poprzez dalsze wygrane drużyny Ziemian zmniejszyć w oczach pobratymców i pozostałych mieszkańców świata rozmiar swojej porażki. Zdjęcie
- Rush – reprezentant zatrutej przez Crogów planety Byrus, z początku przeciwnik, później sprzymierzeniec i przyjaciel drużyny Ziemian. Optymista, cieszący się życiem pragnący wygranej w celu uzdrowienia swojej planety. Z powodu ran odniesionych podczas wyścigu z Torosem, nie bierze dalszego udziału w wyścigu. Zdjęcie
- Pułkownik Toros – przedstawiciel imperium Crogów odnoszący się z pogardą, jeśli nie nienawiścią do pozostałych uczestników wyścigu, z niepokorną Ziemią na czele. Prowadził inwazję na planetę Rusha – Byrusa – próbując w ten sposób nie dopuścić do jej udziału w wyścigu, co ostatecznie mu się nie udaje. Zawiera układ z Aikką, jednak ten nie wywiązuje się z jego postanowień, gdy poprzez swoje zwycięstwo eliminuje z dalszego udziału Spirita, pozwalając w ten sposób na dalszy udział drużynie Ziemian. Awansuje z najlepszym bilansem do ścisłego finału na planecie Ōban. Po porażce z drużyną Ziemi imperium Crogów skazuje go na śmierć poprzez ścięcie.
- Avatar – mierząca 60 stóp (ok. 40 m) najpotężniejsza istotą w całej galaktyce, jest gwarantem spełnienia jednego życzenia zwycięzcy wyścigu Ōbana. Jest także zwycięzcą poprzedniego wyścigu na Obanie, który rozegrał się 10 000 lat temu. Poszukuje dla siebie następcy z uczestników wyścigu. Okazuje się, że jest nim Satis.
- Kanaletto (Ponadczasowy) – główny czarny charakter. Zwycięzca wyścigu Oban, który rozegrał się 20 000 lat temu. Nadużywał mocy Avatara i nie chciał jej oddać kolejnemu zwycięzcy, za co został uwięziony na Obanie. Rick spotyka go poprzez wizję podczas pobytu u szamana Scrabów. Zamierza wykorzystać wyścig i jego uczestników w swoich niecnych planach, aby uwolnić się i zniszczyć wszechświat. Zlecił dywersje Weazing Arowa, kiedy jego pilotem był Rick. Potem musiał pozbyć się Sula, ponieważ jego zwycięstwa komplikowały jego plany. Był Avatarem, nie chciał oddać władzy swojemu następcy (Satisowi), bo chciał wykorzystać moc Avatara do celów prywatnych.
- Ceres – dumny przedstawiciel ludu Mong, ostatni ze starożytnych ludów galaktyki, uważający się z tego powodu za wyżej stojącego od innych. Jego udział w turnieju kończy się podczas wyścigu z Molly.
- Groor – przedstawiciel planety Pirus, przyczynił się do upadku Ricka, gdyż nie wystarcza mu wygrana, zawsze stara się go najbardziej poniżyć. Po przegranym rewanżowym wyścigu z Molly, próbował się na niej zemścić, w czym przeszkodził mu Książę Aikka.
- Ning i Skun – siostry najemniczki i ostatnie przedstawicielki zniszczonej planety Inna. Zawsze robią wszystko zgodnie, są bardzo silne. Chcą przywrócić do życia swój lud i planetę.
- Satis – przewodnik drużyny Ziemian, wszelkie podobieństwo do Super-Ścigacza jest nieprzypadkowe. Potem jest sędzią punktowym na Obanie.
- Super-Ścigacz – dzięki niemu Ziemianie zdobywają pierwszy punkt, zarówno on sam jak i jego statek są bardzo śmieszne. Po porażce z Molly wycofuje się z wyścigu. Okazuje się, że to był Satis. Najprawdopodobniej próbował po raz drugi wygrać wyścig ŌBANA.
- Para-Dice – dwunastoletnia zgrywuska, uwielbia płatać psikusy. Jej statek przypomina wielkie Tamagotchi, a ona sama kota. To właśnie od niej Molly i reszta drużyny Ziemi, dowiedzieli się o Wielkiej Wygranej wyścigu Oban. Odpadła po wyścigu z Molly.
- Ǒ – małomówny, dziwny kosmita, jeszcze nikomu nie udało się z nim porozumieć. Potrafi się zmienić w ogromnego masywnego stwora. Ginie podczas walki na dziedzińcu Świątyni Serca
- Ondai – super-robot, gardzi istotami organicznymi takimi jak Ziemianie, hoduje jednak kilka zwierząt na swoim statku dla towarzystwa. Chciałby umieć czuć jak istoty organiczne, dlatego też bierze udział w turnieju, aby jego marzenie się spełniło.
- Kross – generał Crogów, zajmuje miejsce Torosa po jego porażce, z charakteru bardzo go przypominającym, ma bliznę nad lewym okiem.
- Muir – bardzo dziwna kreatura z kosmosu, z początku wzięte przez Molly i Jordana za potwora (tak rzeczywiście wygląda). Chce zdobyć najwyższą nagrodę, aby wskrzesić swoją przyjaciółkę.
- Sul – faworyt wyścigów finałowych, mówi się, że jego telekinetyczna moc jest porównywalna z mocą Avatara. Kiedy jednak nadchodzą końcowe wyścigi, a on zachowuje dużą przewagę, wzbudza gniew Krossa i kilku innych uczestników zawodów, co prowadzi do zawarcia przeciw niemu przymierza Ondai, Ninga, Skuna oraz Aikki, ginie w burzy magnetycznej. (Tak naprawdę przez Kanaletto).
- Lord Furter – przywódca galaktycznych piratów, do wielkiego finału na Ōbanie bierze udział tylko dlatego, że w wyścigach eliminacyjnych likwidował swoich przeciwników. Jego pojazd przypomina zwykły średniowieczny statek piracki i jest obsadzony przez podobną mu załogę.
- Marcel – partner Flinta, pełniący w swoim zespole rolę strzelca. Za namową tego ostatniego pomaga Ziemianom w zbudowaniu nowego ścigacza.
- Hortlen – pierwszy przeciwnik księcia Aikki, został przez niego pokonany.

## Niektóre rasy
- Ziemianie – rasa ludzi pochodzących z Ziemi. W 2082 roku zamieszkuje planetę ponad 16 000 000 000 osób. W ok. 2057 dochodzi do otwartej wojny z Crogami. Na czas Wielkiego Wyścigu Obana zostaje zawarty z nimi pokój. Lecz kiedy wyścig się kończy, kończy się i również traktat pokojowy. Znowu dochodzi do otwartej wojny. Kiedy Jordan zostaje Avatarem jego moc dochodzi z Obana aż do Ziemi i unicestwia Crogów. Reprezentantami na Obanie (ambasadorami Ziemi według Dona) są: Molly (Eva), Jordan, Rick, Don Wei, Koji i Stan. Ich ścigaczami są: Whizzing Arrow II oraz Whizzing Arrow III.
- Nourasianie – pochodzą z planety Nourasia. Posiada własne królestwo. Słyną z gościnności, honoru, odwagi oraz opieki nad słabszymi. Korzystają z różnych zaklęć. Mają sylwetkę Ziemian, ale różnią się tym, że ich skóra ma barwę brązową oraz posiadają długie uszy opadające w dół. Przedstawicielem Nourasii na Obanie jest syn królewskiego małżeństwa Książę Aikka. Jego ścigaczem jest rumak (żuk) G’dar.
- Crogowie – są to potężne, wielkie stwory budzące strach we wszystkich mieszkańcach galaktyki. Są głównymi wrogami Ziemi. W swoich walkach używają wyłącznie broni białej. Wywyższają się nad innymi rasami. Są gwałtowni, agresywni. Nie znają litości. Przedstawicielami Crogów na wielkim Wyścigu Obana są pułkownik Toros, lecz po przegranej z Ziemią został stracony i zastępuje go generał Kross, który ginie z rąk Ziemian w przedostatnim odcinku podczas ostatecznego wyścigu. Ich ścigaczem jest Trident, który jest używany podczas wojny z Ziemią.
- Scrabbowie – ta rasa pochodzi z planety Alwas, gdzie trwają wyścigi eliminacyjne do wielkiego wyścigu Obana. Mieszkańcy tej planety są nie groźni. Ich medycyna przewyższa tą, która się rozwinęła na Ziemi. Na wyścigu reprezentują ich Flint i Marcel, którzy ścigają się w ścigaczu przypominającym parowóz napędzany dziwnymi stworzeniami.
- Phylisianie – pochodzą z planety Phylis. Niewiele wiemy o tej rasie. Z wyścigu dowiadujemy się, że są one budzącymi strach istotami, które mogą zamieniać się w ścigacze, które przypominają wielkiego ptaka. Reprezentantem jest Spirit, który został zamieszany w śmierć Mayi Wei.

## Wyścigi
- Eliminacje do wyścigu na Obanie odbywały się na trzech planetach: Alwas, Sangar i Darwar. Na każdej z nich do wyścigu wystartowało 96 zawodników i na każdej odbyło się tyleż wyścigów. W sumie Wielki Wyścig Ōbana objął 297 wyścigów – 96 na każdej planecie i 9 na Ōbanie.

### Alwas
Przegrywający odpada
Runda 1.
- Hortlen – Aikka – zwycięzca: Aikka
- Groor – Ziemia (Rick) – zwycięzca: Groor
- Groor – Ziemia (Molly) – zwycięzca: Ziemia
- Flint i Marcel – Wod – zwycięzca: Flint i Marcel

Runda 2.
- Flint i Marcel – Ziemia (Molly) – zwycięzca: Ziemia

Runda 3.
- Ceres – Ziemia (Rick i Molly) – zwycięzca: Ziemia

Runda 4.
- Para-Dice – Ziemia (Molly) – zwycięzca: Ziemia

Każdy z każdym
Pierwsza kolejka:
- Toros – Ziemia (Molly) – zwycięzca: Toros
- Aikka – Spirit – zwycięzca: Spirit
- Rush – Super-Ścigacz – zwycięzca: Super-Ścigacz

Druga kolejka:
- Aikka – Ziemia (Molly) – zwycięzca: Aikka
- Toros – Super-Ścigacz – zwycięzca: Toros
- Rush – Spirit – zwycięzca: Rush

Trzecia kolejka:
- Super-Ścigacz – Ziemia (Molly) – zwycięzca: Ziemia
- Toros – Spirit – zwycięzca: Toros
- Aikka – Rush – zwycięzca: Aikka

Czwarta kolejka:
- Rush – Ziemia (Molly) – zwycięzca: Ziemia
- Toros – Aikka – zwycięzca: Toros
- Spirit – Super-Ścigacz – zwycięzca: Super-Ścigacz

Piąta kolejka:
- Spirit – Ziemia (Molly) – zwycięzca: Spirit
- Aikka – Super-Ścigacz – zwycięzca: Aikka

- Rush – Toros – zwycięzca: Toros
- Szósta kolejka:
- Rush – Super-Ścigacz – zwycięzca: Super-Ścigacz (walkower)
- Toros – Ziemia (Molly) – zwycięzca: Ziemia
- Aikka – Spirit – zwycięzca: Aikka

### Ōban
Nastąpiła zmiana w zasadach punktacji. Punktowane są tylko trzy pierwsze miejsca:
9 pkt. za pierwsze, 6 pkt. za drugie, 3 pkt. za trzecie.
W wyścigach na Obanie bierze udział dziewiątka finalistów:
- Drużyna Ziemi,
- Aikka,
- Kross,
- Ning & Skun,
- Ondai (ginie w ostatnim wyścigu)
- Muir (nie bierze udziału w ostatnim wyścigu),
- Sul (nie bierze udziału w ostatnich 2 wyścigach z powodu śmierci z ręki Kanaletto),
- Ö (ginie w przedostatnim odcinku)
- Lord Furter

Wyścig 1. – region pustynny
1. Sul
2. Ö
3. Kross
4. Ning & Skun
5. Ziemia
6. Ondai
7. Lord Furter
8. Aikka
9. Muir

Wyścig 2. – region bagienny
1. Ning & Skun
2. Ondai
3. Sul
4. Aikka
5. Kross
6. Muir
7. Ö
8. Ziemia
9. Lord Furter

Wyścig 3. – region leśny
1. Kross
2. Aikka
3. Ning & Skun
4. Ziemia
5. Lord Furter
6. Muir
7. Ö
8. Ondai
9. Sul

Wyścig 4. – region lodowy
1. Ziemia

brak kwalifikacji na drugim i trzecim miejscu (brama została zniszczona przez zawalenie się jaskini)
Wyścig 5. – region morski
1. Sul
2. Kross
3. Lord Furter
4. Muir
5. Ziemia
6. Aikka
7. Ondai
8. Ning & Skun
9. Ö

Wyścig 6. – wnętrze Ōbana
1. Sul

brak kwalifikacji na drugim i trzecim miejscu (brama została zniszczona przez wybuch ogromnej kuli energii)
Wyścig 7. – kamienny labirynt
1. Kross
2. Aikka
3. Ziemia
4. Ning & Skun
5. Ondai
6. Muir
7. Ö
8. Lord Furter

(w trakcie wyścigu z ręki Kanaletto ginie Sul)
Wyścig 8. – wielki kanion
1. Ö
2. Aikka
3. Ondai
4. Muir
5. Lord Furter
6. Kross
7. Ning & Skun

(podczas wyścigu Ziemianie znikają w kanionie)
Wyścig 9. – arena finałowa
1. Ziemia

(punkty za zwycięstwo w ostatnim wyścigu były podwojone)
Wynik
- 1. Ziemia – 30 punktów
- 3. Kross – 27 punktów
- 4. Aikka – 18 punktów
- 5. Ondai – 9 punktów
- 6. Ning & Skun – 12 punktów
- 7. Ö – 15 punktów
- 8. Lord Furter – 3 punkty
- 8. Muir – 0 punktów (nie bierze udziału w ostatnim odcinku)
- 9. Sul – 30 punktów  (ginie w 7. wyścigu)

## Wersja polska
Opracowanie i udźwiękowienie wersji polskiej: na zlecenie Jetix – Studio Eurocom
Reżyseria: Ewa Kania
Dialogi:
- Berenika Wyrobek (odc. 1, 7-10),
- Aleksandra Rojewska (odc. 2-6, 11-13),
- Joanna Kuryłko (odc. 14-16, 20-24, 26),
- Wojciech Szymański (odc. 17-19, 25)

Dźwięk i montaż: Krzysztof Podolski

Kierownictwo produkcji: Marzena Omen-Wiśniewska

Udział wzięli:
- Katarzyna Łaska –
  - Eva (Molly)
  - Ning (odc. 14, 16, 20, 23-24),
  - Opiekunka małej Evy (odc. 18)
- Leszek Zduń –
  - Jordan,
  - Uczeń szkoły Sterna (odc. 1),
  - Jeden z Crogów (odc. 23)
- Aleksander Mikołajczak –
  - Don Wei,
  - Prezydent (odc. 6)
- Andrzej Chudy –
  - Prezydent (odc. 1, 4, 8, 23, 25),
  - Mechanik (odc. 1),
  - Trener Księcia Aikki (odc. 2, 7-8, 13),
  - Jeden z sędziów na Alvasie (odc. 3-4, 11, 13),
  - Komentator mistrzostw planetarnych (odc. 11),
  - Canaletto (odc. 12, 19-20, 23-24, 26),
  - Reporter (odc. 21),
  - Jeden ze Stwórców (odc. 22, 26),
  - Jeden z Crogów (odc. 23)
- Marcin Przybylski –
  - Rick Thunderbolt,
  - William J. Wilde (dziadek Jordana) (odc. 1)
- Tomasz Marzecki –
  - Narrator (odc. 1),
  - Groor (odc. 3-4),
  - Lekarz na Alwasie (odc. 5)
  - Król Nourasii (odc. 19),
  - Jeden ze Stwórców (odc. 22, 26),
  - Jeden z Crogów (odc. 23)
- Jan Kulczycki – Rush (odc. 10-13)
- Wojciech Solarz – Stan
- Karol Wróblewski –
  - Koji,
  - Uczeń szkoły Sterna (odc. 1),
  - Ziemski obrońca 1 (odc. 25)
- Mieczysław Morański –
  - Satis,
  - Ned (odc. 1),
  - Jeden z konsulów (odc. 1),
  - Marcel (odc. 4),
  - Flint (odc. 12-13),
  - Kłusownik (odc. 18),
  - Członek załogi Lorda Furtera (odc. 23)
- Marek Włodarczyk –
  - Książę Aikka
  - Uczeń szkoły Sterna (odc. 1),
  - Mechanik we wspomnieniach Dona Wei (odc. 18),
  - Kłusownik (odc. 18),
  - Ziemski generał (odc. 23, 25)
- Jarosław Domin –
  - Jeden z sędziów na Alwasie (odc. 3-4, 6),
  - Główny sędzia na Alwasie (jedna scena w odc. 7),
  - Rush (odc. 7),
  - Satis (odc. 7),
  - Szalony Scrub (odc. 7-8),
  - Ondai (odc. 14, 17, 20, 23-24),
  - Lord Furter (odc. 14-15, 19, 23-24),
  - Jeden ze Stwórców (odc. 22)
- Wojciech Machnicki –
  - Komentator wyścigów ligi niższej (odc. 1),
  - Główny sędzia na Alwasie (odc. 2-10, 12-13),
  - Zard (odc. 7-8),
  - Szaman (odc. 12)
- Robert Tondera –
  - Generał (odc. 1),
  - Barman (odc. 4, 8),
  - Flint (odc. 4),
  - Ceres (odc. 5),
  - Pułkownik Toros (odc. 7, 9, 12-13),
  - Jeden z sędziów na Alwasie (odc. 10),
  - Główny sędzia na Alwasie (odc. 11),
  - Marcel (odc. 12-13),
  - Avatar (odc. 19, 23),
  - Jeden ze Stwórców (odc. 22),
  - Jeden z Crogów (odc. 23),
  - Trener Księcia Aikki (odc. 23, 26),
  - Ziemski obrońca 3 (odc. 25)
- Adam Bauman – Avatar (odc. 1-2, 5, 7-8)
- Dariusz Odija –
  - Kross (odc. 14, 16-21, 23-24),
  - Sul (odc. 14, 19-20),
  - Komentator pokazów (odc. 16),
  - Lektor tytułu odcinka (odc. 17),
  - Prezydent (odc. 18),
  - Jeden ze Stwórców (odc. 22)
- Ewa Kania –
  - Maya,
  - Dyrektorka szkoły Sterna (odc. 1, 4, 17, 21),
  - Pielęgniarka (odc. 13),
  - Skun (odc. 14, 16, 19-20, 23-24),
  - Królowa Nourasii (odc. 19),
  - Głos komunikatora (odc. 25)
- Joanna Węgrzynowska – Para-Dice (odc. 6)

i inni
Lektor:
- Tomasz Knapik,
- Dariusz Odija (tytuł odc. 17)

## Odcinki
- Serial pojawił się po raz pierwszy w Polsce 7 października 2006 roku na kanale Jetix.
- Tyłówka odcinka 1 podczas emisji 1 września 2008 roku została zmodyfikowana; w poprzednich emisjach była to wersja instrumentalna czołówki, poprawiona wersja posiada już regularną (chociaż krótszą) piosenkę końcową (podobną zamianę po pewnym czasie od premiery zastosowano w wersji oryginalnej).
- Podczas pierwszej emisji odcinków 1-13 wszystkie odcinki miały jako tyłówkę wersję instrumentalną czołówki. Podczas kolejnych emisji odcinki 2-13 miały już zmodyfikowaną końcówkę, a niektóre także zmienioną informację o autorstwie dialogów.

### Spis odcinków
| Premiera odcinka | N/o | Polski tytuł                  | Angielski tytuł             |
| ---------------- | --- | ----------------------------- | --------------------------- |
|                  |     |                               |                             |
| SERIA PIERWSZA   |     |                               |                             |
|                  |     |                               |                             |
| 07.10.2006       | 01  | Dobry początek                | A Fresh Start               |
|                  |     |                               |                             |
| 08.10.2006       | 02  | Niesnaski                     | Hostilities Break Out       |
|                  |     |                               |                             |
| 14.10.2006       | 03  | Ponury jak Grooor             | Grave like Grooor           |
|                  |     |                               |                             |
| 15.10.2006       | 04  | Cwany jak Flint               | In like Flint               |
|                  |     |                               |                             |
| 21.10.2006       | 05  | Okrutny jak Ceres             | Cruel like Ceres            |
|                  |     |                               |                             |
| 22.10.2006       | 06  | Zabawny jak Para-Dice         | Playful like Para-Dice      |
|                  |     |                               |                             |
| 28.10.2006       | 07  | Zdradliwy jak Toros           | Treacherous like Toros      |
|                  |     |                               |                             |
| 29.10.2006       | 08  | Szybki jak Aikka              | Agile like Aikka            |
|                  |     |                               |                             |
| 04.11.2006       | 09  | Zaskakujący jak Super-Ścigacz | Surprising like Super-Racer |
|                  |     |                               |                             |
| 05.11.2006       | 10  | Odporny jak Rush              | Resistant like Rush         |
|                  |     |                               |                             |
| 11.11.2006       | 11  | Cichy jak Spirit              | Silent like Spirit          |
|                  |     |                               |                             |
| 12.11.2006       | 12  | Wola walki                    | The Will to Win             |
|                  |     |                               |                             |
| 18.11.2006       | 13  | Z drogi                       | Make Way!                   |
|                  |     |                               |                             |
| 25.11.2006       | 14  | Witajcie na Obanie            | Welcome to Oban             |
|                  |     |                               |                             |
| 26.11.2006       | 15  | Zajadły jak Lord Furter       | Fierce like Lord Furter     |
|                  |     |                               |                             |
| 02.12.2006       | 16  | Nerwowy jak Ninga i Skun      | Nervous like Ning & Skun    |
|                  |     |                               |                             |
| 03.12.2006       | 17  | Udoskonalony jak Ondai        | Optimised like Ondai        |
|                  |     |                               |                             |
| 09.12.2006       | 18  | Monstrualny jak Muir          | Monstrous like Muir         |
|                  |     |                               |                             |
| 10.12.2006       | 19  | Początek świata               | The Origin of the World     |
|                  |     |                               |                             |
| 16.12.2006       | 20  | Tajemniczy jak Sul            | Secret like Sul             |
|                  |     |                               |                             |
| 17.12.2006       | 21  | Groźny jak Ǒ                  | Ominous like Ǒ              |
|                  |     |                               |                             |
| 23.12.2006       | 22  | Odkrycie                      | Revelations                 |
|                  |     |                               |                             |
| 24.12.2006       | 23  | Okrutny jak Kross             | Cruel like Kross            |
|                  |     |                               |                             |
| 30.12.3006       | 24  | Zemsta Kanaletto              | Canaletto’s Revenge         |
|                  |     |                               |                             |
| 31.12.2006       | 25  | Dziwny sojusz                 | Unlikely Alliances          |
|                  |     |                               |                             |
| 31.12.2006       | 26  | Chwila prawdy                 | The Moment of Truth         |
|                  |     |                               |                             |